# Indothemis carnatica
Indothemis carnatica is een libellensoort uit de familie van de korenbouten (Libellulidae), onderorde echte libellen (Anisoptera).
De soort staat op de Rode Lijst van de IUCN als gevoelig, beoordelingsjaar 2007.
De wetenschappelijke naam Indothemis carnatica is voor het eerst geldig gepubliceerd in 1798 door Fabricius.